# Cuiry-lès-Iviers
Cuiry-lès-Iviers est une commune française située dans le département de l'Aisne en région Hauts-de-France.

## Géographie
- 1Carte dynamique
- 2Carte OpenStreetMap
- 3Carte topographique
- 4Carte avec les communes environnantes

Cuiry-lès-Iviers est un village situé sur la rive gauche de la Brune.
Avec une population de 26 habitants au recensement de 2021, Cuiry-lès-Iviers est la 5è commune la moins peuplée du département de l'Aisne.

### Communes limitrophes
|                     | Coingt           | Iviers |
| Saint-Clément       | Cuiry-lès-Iviers | Dohis  |
| Morgny-en-Thiérache |                  | Archon |

|  |  |  |

### Hydrographie
La commune est située dans le bassin Seine-Normandie. Elle est drainée par la rivière Brune, la rivière Blonde et le Janvierus,,.
La Brune, d'une longueur de 37 km, prend sa source dans la commune de Brunehamel et se jette  dans le Vilpion à Thiernu, après avoir traversé 20 communes.

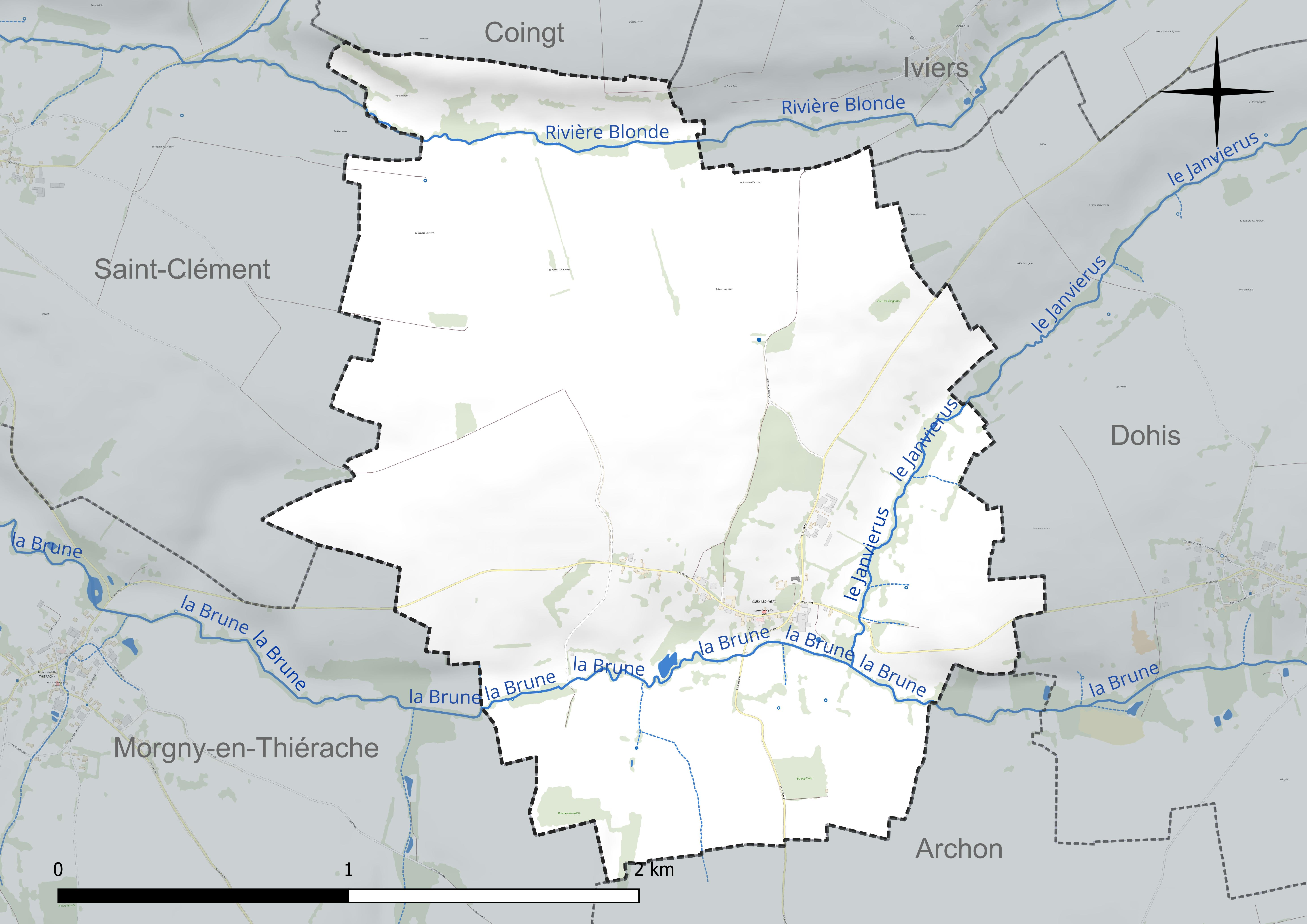
Réseau hydrographique de Cuiry-lès-Iviers.

### Climat
Pour des articles plus généraux, voir Climat des Hauts-de-France et Climat de l'Aisne.
En 2010, le climat de la commune est de type climat des marges montargnardes, selon une étude du CNRS s'appuyant sur une série de données couvrant la période 1971-2000. En 2020, Météo-France publie une typologie des climats de la France métropolitaine dans laquelle la commune est exposée à un climat océanique altéré et est dans la région climatique Nord-est du bassin Parisien, caractérisée par un ensoleillement médiocre, une pluviométrie moyenne régulièrement répartie au cours de l'année et un hiver froid (3 °C).
Pour la période 1971-2000, la température annuelle moyenne est de 9,7 °C, avec une amplitude thermique annuelle de 15,5 °C. Le cumul annuel moyen de précipitations est de 912 mm, avec 13,6 jours de précipitations en janvier et 9,7 jours en juillet. Pour la période 1991-2020, la température moyenne annuelle observée sur la station météorologique la plus proche, située sur la commune de Fontaine-lès-Vervins à 18 km à vol d'oiseau, est de 10,5 °C et le cumul annuel moyen de précipitations est de 826,3 mm,. Pour l'avenir, les paramètres climatiques de la commune estimés pour 2050 selon différents scénarios d'émission de gaz à effet de serre sont consultables sur un site dédié publié par Météo-France en novembre 2022.

## Urbanisme

### Typologie
Au 1er janvier 2024, Cuiry-lès-Iviers est catégorisée commune rurale à habitat très dispersé, selon la nouvelle grille communale de densité à 7 niveaux définie par l'Insee en 2022.
Elle est située hors unité urbaine et hors attraction des villes,.

### Occupation des sols
L'occupation des sols de la commune, telle qu'elle ressort de la base de données européenne d'occupation biophysique des sols Corine Land Cover (CLC), est marquée par l'importance des territoires agricoles (94,2 % en 2018), une proportion identique à celle de 1990 (94,2 %). La répartition détaillée en 2018 est la suivante : 
terres arables (59 %), prairies (35,2 %), zones urbanisées (5,8 %).
L'évolution de l'occupation des sols de la commune et de ses infrastructures peut être observée sur les différentes représentations cartographiques du territoire : la carte de Cassini (XVIIIe siècle), la carte d'état-major (1820-1866) et les cartes ou photos aériennes de l'IGN pour la période actuelle (1950 à aujourd'hui).

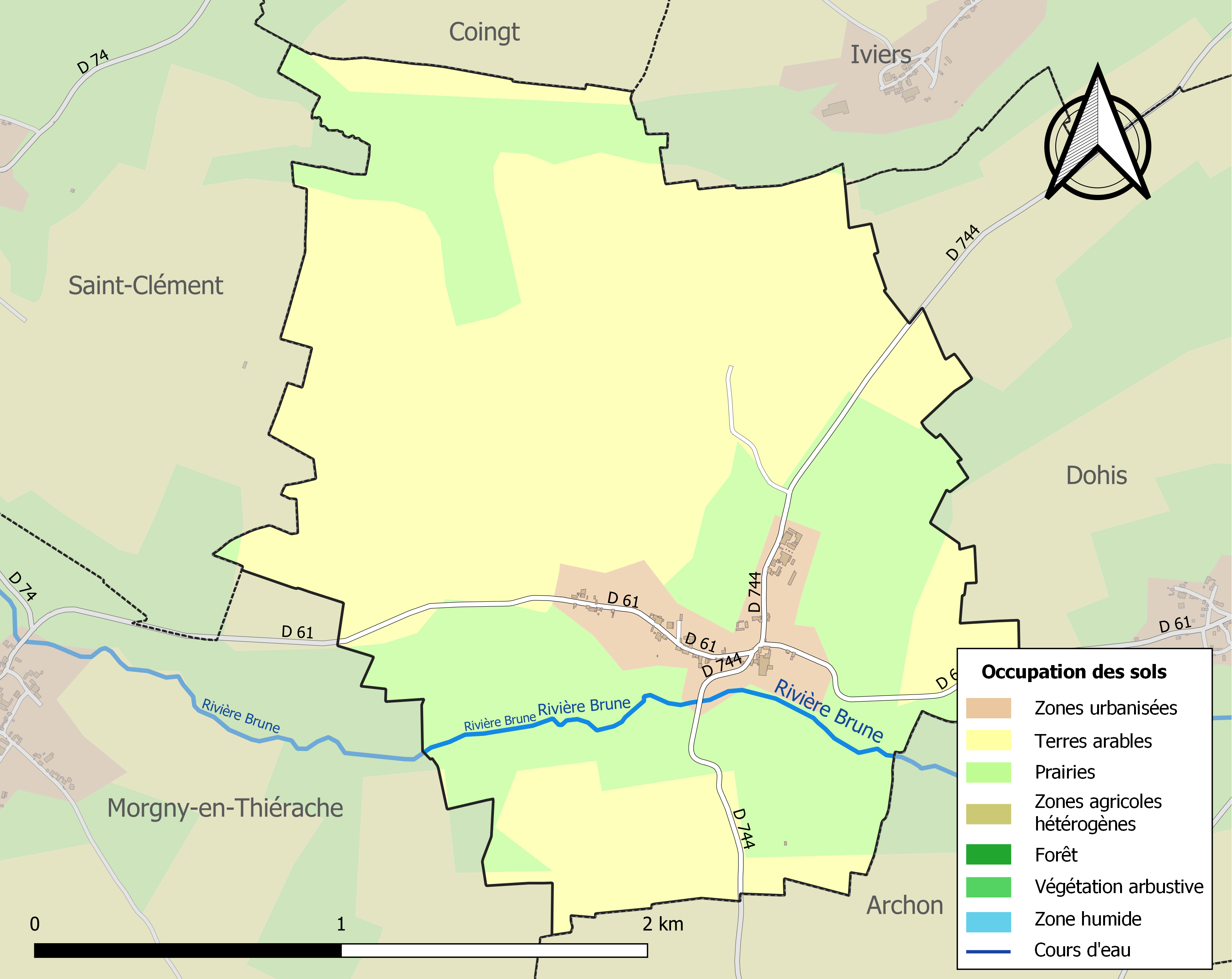
Carte des infrastructures et de l'occupation des sols de la commune en 2018 (CLC).

## Toponymie
Le nom de la localité est attesté sous les formes Curi (XIIIe siècle) ; Cury (1340) ; Cuiry-en-Thiérarche (1398) ; Cury-les-Yviers (1405) ; Cury-les-Dohis (1553) ; Cury-les-Iviers (1620) ; Cuiry-les-Yviers (1709) ; Cury-les-Iviez.

Ce toponyme provient de l'agglutination du nom de personne gallo-romain curius et du suffixe acum qui signifie : « la terre de curius », (« le prêtre de la curie »).
La préposition « lès » permet de signifier la proximité d'un lieu géographique par rapport à un autre lieu. En règle générale, il s'agit d'une localité qui tient à se situer par rapport à une ville voisine plus grande. La commune de Cuiry indique qu'elle se situe près de Iviers.

## Histoire
Les seigneurs de Cuiry-lès-Iviers relevaient de Rozoy :
15?? : Nicolas de Thumery, seigneur de Cuiry (enfant Barbe). Il porta Cuiry à Nicolas de Flavigny, seigneur de Chigny ;
1621-29 : François Bertrand, conseiller du roi et garde du scel du bailliage de Vermandois.
Avant la révolution, les gros décimateurs étaient le chapitre de Rozoy, l'abbaye de Bonnefontaine et l'abbaye de Saint-Michel-en-Thiérache. Suivant une déclaration du 1er octobre 1728, la cure produisait annuellement 362 livres. Il y avait quarante fondations de messes. Le chapitre de Rozoy possédait des immeubles à Cuiry et y recevait chaque année treize poules pour droits de bourgeoisie.
Par arrêté préfectoral du 20 décembre 2016, la commune est détachée le 1er janvier 2017 de l'arrondissement de Laon pour intégrer l'arrondissement de Vervins.

## Politique et administration

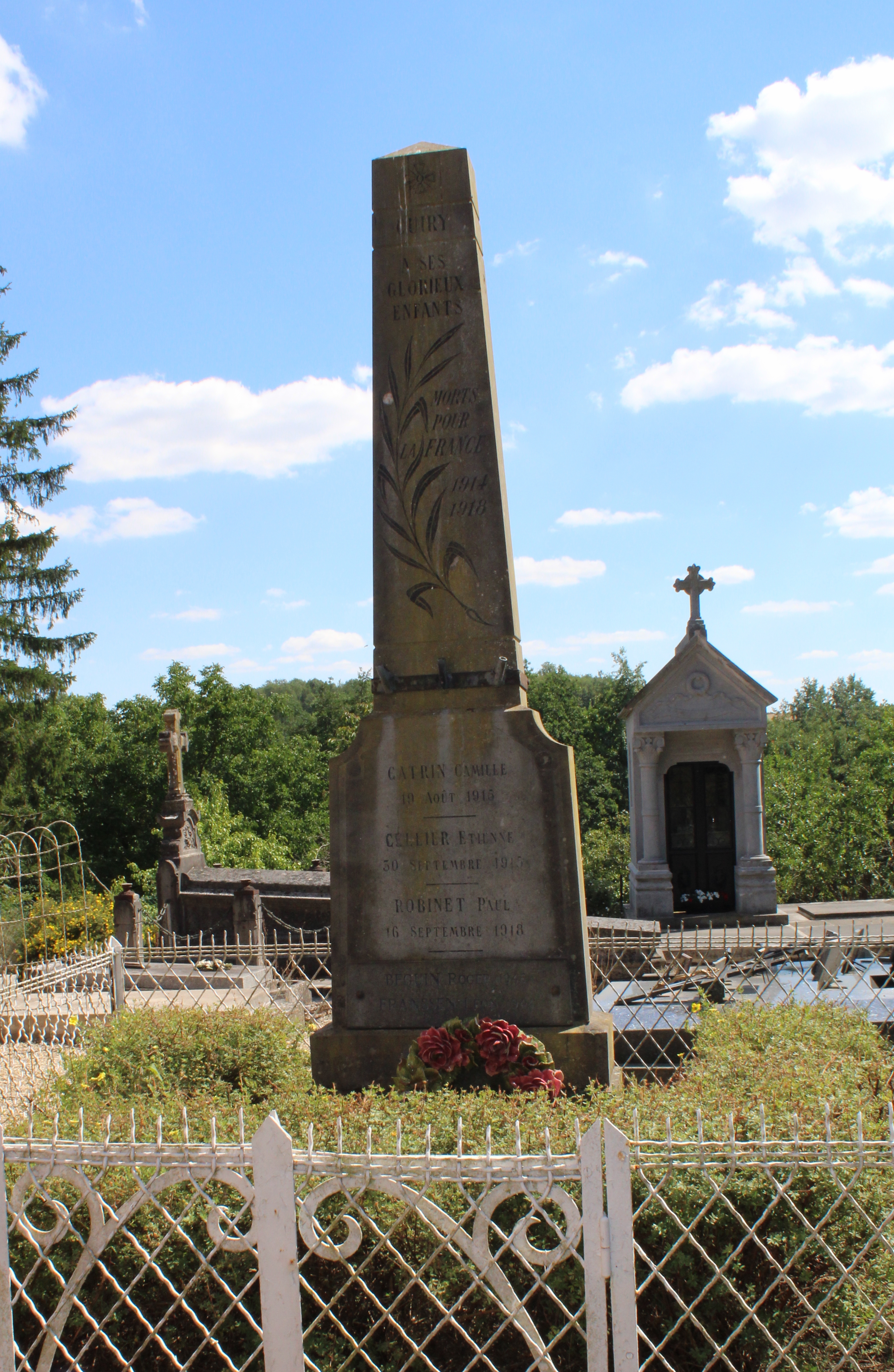
Le monument aux morts dans le cimetière.

### Découpage territorial
La commune de Cuiry-lès-Iviers est membre de la communauté de communes des Portes de la Thiérache, un établissement public de coopération intercommunale (EPCI) à fiscalité propre créé le 22 décembre 1997 dont le siège est à Rozoy-sur-Serre. Ce dernier est par ailleurs membre d'autres groupements intercommunaux.
Sur le plan administratif, elle est rattachée à l'arrondissement de Vervins, au département de l'Aisne et à la région Hauts-de-France. Sur le plan électoral, elle dépend du  canton de Vervins pour l'élection des conseillers départementaux, depuis le redécoupage cantonal de 2014 entré en vigueur en 2015, et de la première circonscription de l'Aisne  pour les élections législatives, depuis le dernier découpage électoral de 2010.

### Administration municipale
Le nombre d'habitants de la commune étant inférieur à 100, le nombre de membres du conseil municipal est de 7.

#### Liste des maires
| Période                                  | Période                       | Identité              | Étiquette | Qualité                                     |
| ---------------------------------------- | ----------------------------- | --------------------- | --------- | ------------------------------------------- |
| Les données manquantes sont à compléter. |                               |                       |           |                                             |
| mars 2001                                | décembre 2005                 | Roger Leuk            |           |                                             |
| décembre 2005                            | juillet 2020                  | Jean-François Carlier | DVD       | Agriculteur Réélu pour le mandat 2014-2020, |
| juillet 2020                             | En cours (au 12 juillet 2020) | Faustin Guilmart      |           | Agriculteur                                 |

## Démographie
L'évolution du nombre d'habitants est connue à travers les recensements de la population effectués dans la commune depuis 1793. Pour les communes de moins de 10 000 habitants, une enquête de recensement portant sur toute la population est réalisée tous les cinq ans, les populations de référence des années intermédiaires étant quant à elles estimées par interpolation ou extrapolation. Pour la commune, le premier recensement exhaustif entrant dans le cadre du nouveau dispositif a été réalisé en 2004.

En 2022, la commune comptait 26 habitants, en évolution de −7,14 % par rapport à 2016 (Aisne : −1,97 %, France hors Mayotte : +2,11 %).
| 1793 | 1800 | 1806 | 1821 | 1831 | 1836 | 1841 | 1846 | 1851 |
| ---- | ---- | ---- | ---- | ---- | ---- | ---- | ---- | ---- |
| 230  | 268  | 282  | 331  | 332  | 300  | 271  | 258  | 230  |

| 1856 | 1861 | 1866 | 1872 | 1876 | 1881 | 1886 | 1891 | 1896 |
| ---- | ---- | ---- | ---- | ---- | ---- | ---- | ---- | ---- |
| 221  | 224  | 235  | 206  | 201  | 206  | 181  | 160  | 128  |

| 1901 | 1906 | 1911 | 1921 | 1926 | 1931 | 1936 | 1946 | 1954 |
| ---- | ---- | ---- | ---- | ---- | ---- | ---- | ---- | ---- |
| 130  | 126  | 115  | 95   | 95   | 82   | 87   | 64   | 80   |

| 1962 | 1968 | 1975 | 1982 | 1990 | 1999 | 2004 | 2006 | 2009 |
| ---- | ---- | ---- | ---- | ---- | ---- | ---- | ---- | ---- |
| 72   | 66   | 50   | 48   | 40   | 40   | 39   | 40   | 37   |

| 2014 | 2019 | 2022 | - | - | - | - | - | - |
| ---- | ---- | ---- | - | - | - | - | - | - |
| 29   | 27   | 26   | - | - | - | - | - | - |

## Culture locale et patrimoine

### Lieux et monuments
- Église Saint-Martin de Cuiry-lès-Iviers, église fortifiée.

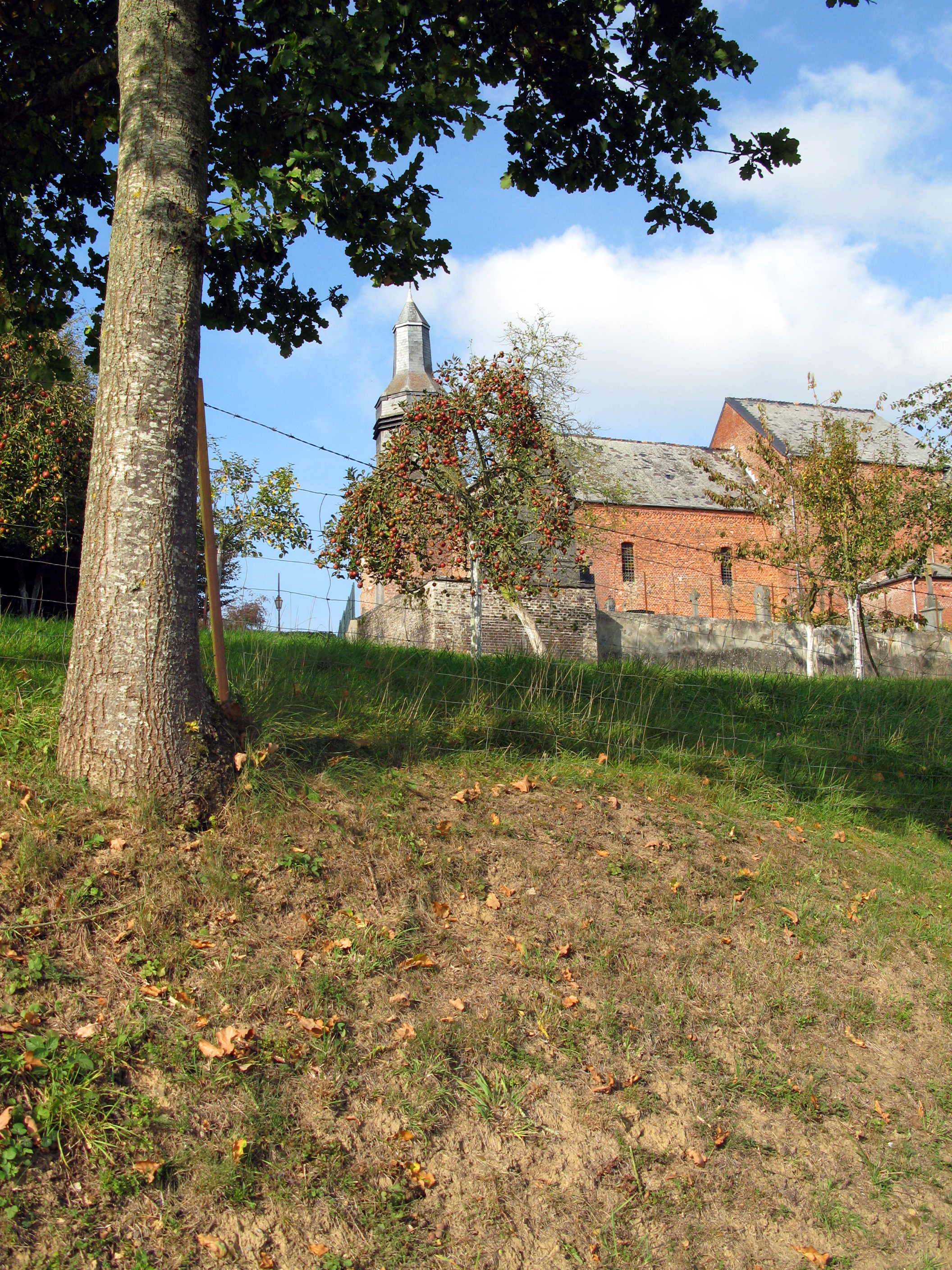
Des talus successifs constituent des éléments de défense de l'église. Le plus proche est maçonné (mur du cimetière entourant l'église).
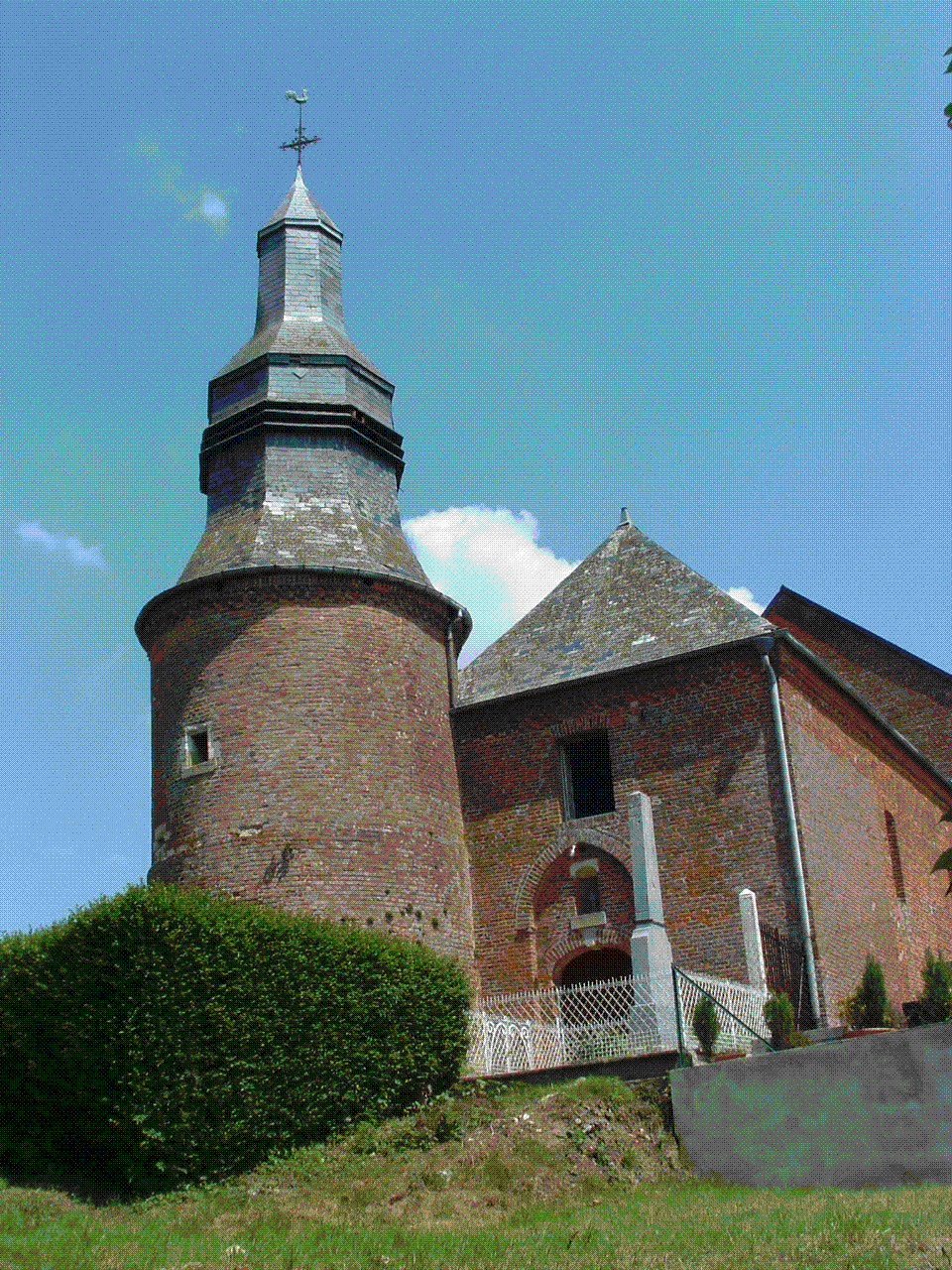
Église de Cuiry-lès-Iviers.
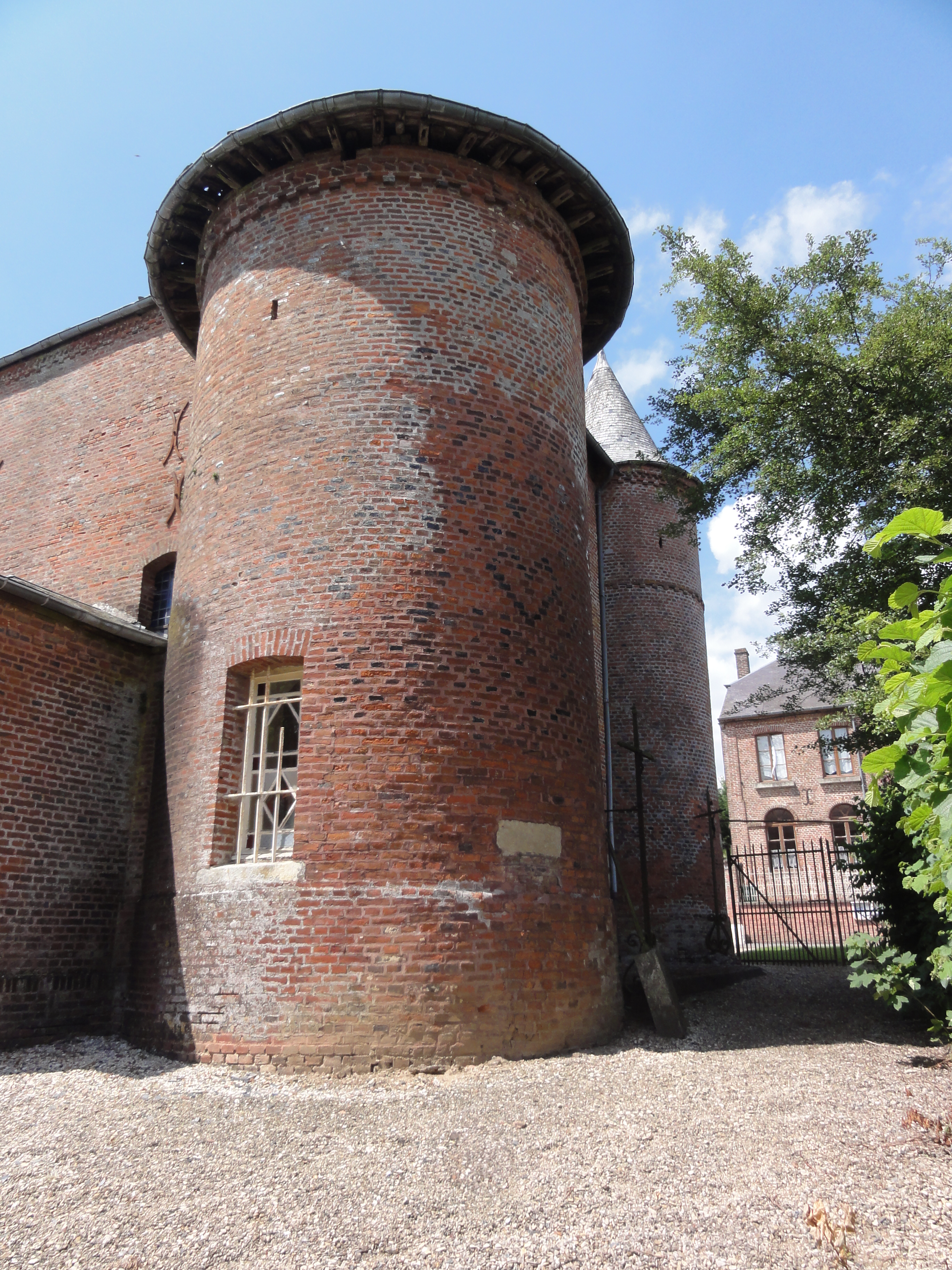
Les tours de défense de l'église, côté chevet.

- Mairie.
- Structure défensive par adaptation à la topographie.
- Château du XVIIe remanié au XIXe siècle : corps de logis encadré d'ailes en saillie sur la cour d'honneur et le parc, avec toiture à la Mansart surmontée d'un épi de faîtage. Lucarnes en pierre avec coquilles et armoiries sculptées. Présences de tourelles coiffées de hautes poivrières. Donjon imposant dans le goût néogothique à trois étages disposé perpendiculairement au bâtiment originel couvert d'une girouette représentant une couronne comtale réalisée par la célèbre firme Monduit. Présence d'échauguettes aux angles. Une tour octogonale renferme un escalier en pierre. À l'arrière, présence de deux tours dont l'une renferme un escalier à double volée. Communs datant du XIXe siècle. Ce château, privé, ne se visite pas.

### Personnalités liées à la commune
- François Joseph Alexandre de La Fons, baron de Mélicocq (1802-1867) y vécut, au château.
- Roger Béguin, décédé en déportation, et son épouse Madeleine, résistants, qui ont sauvé au péril de leur vie, des personnes juives sous l'Occupation[32].

## Pour approfondir